# قلعه بهمن (نی‌ریز)
قلعه بهمن (نی‌ریز)، روستایی از توابع بخش مرکزی شهرستان نی‌ریز در استان فارس ایران است.
بنیانگذاراین روستا بهمن علیمردانی بزرگ طایفه ایل قرایی

## جمعیت
این روستا در دهستان رستاق قرار دارد و بر اساس سرشماری مرکز آمار ایران در سال ۱۳۸۵، جمعیت آن ۳۴۹ نفر (۸۹ خانوار) بوده‌است.